# Cheronia bonnemaisoni
Cheronia bonnemaisoni är en skalbaggsart som beskrevs av Jules Croissandeau 1893. Cheronia bonnemaisoni ingår i släktet Cheronia och familjen Melolonthidae. Inga underarter finns listade i Catalogue of Life.